# Motorola 88100

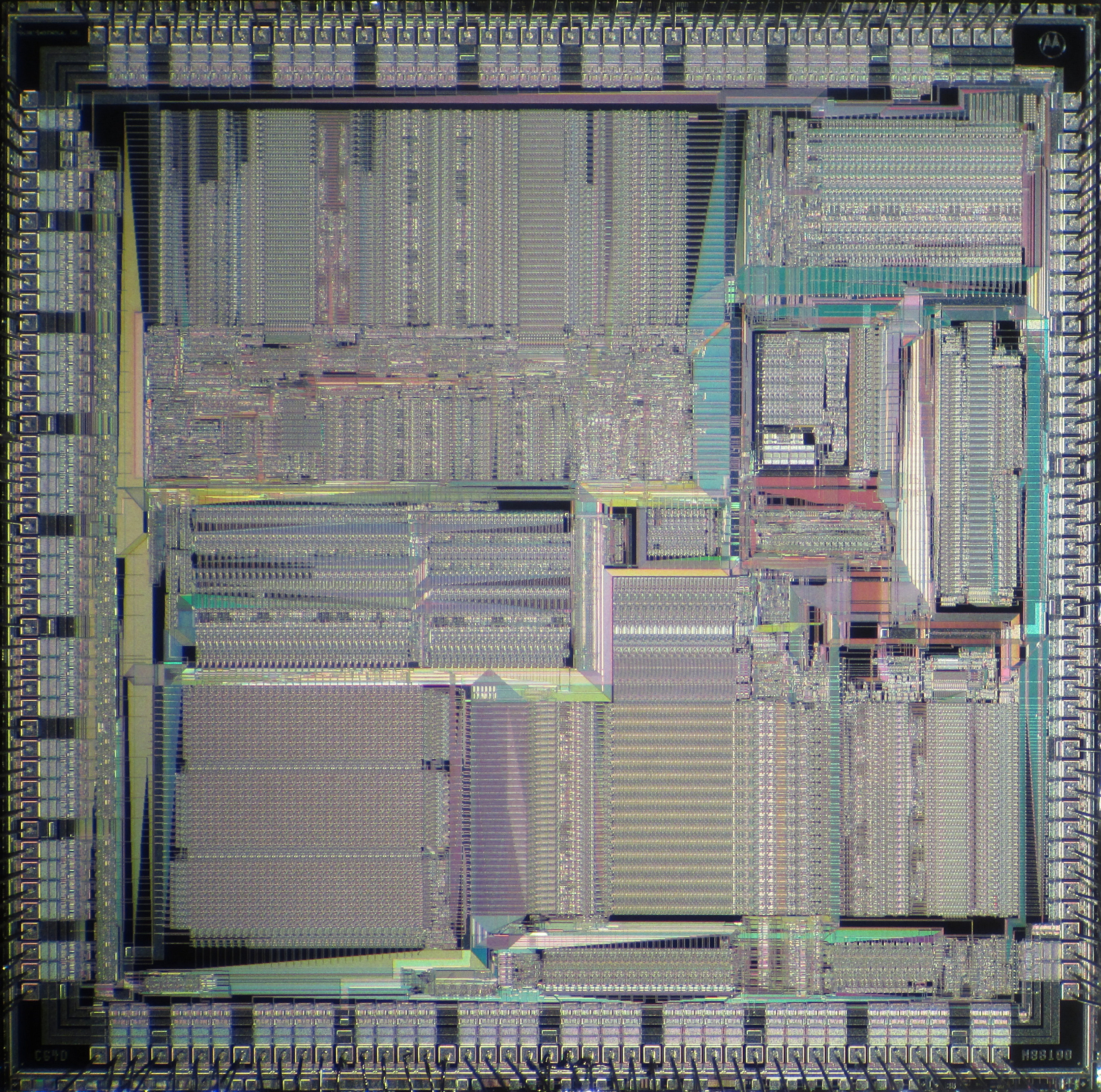
Chipoppervlak van de Motorola MC88100

De MC88100 is een 32-bit RISC-microprocessor uit 1988 die de 88000-instructiesetarchitectuur implementeert en ontwikkeld werd door de Amerikaanse elektronicaproducent Motorola, waarvan de halfgeleidertak in 2004 werd verzelfstandigd als Freescale Semiconductor. De MC88100 werd begin jaren negentig opgevolgd door de MC88110.
De microprocessor lanceert maximaal één instructie per klokcyclus en heeft vijf afzonderlijke uitvoeringseenheden voor instructies, integer-berekeningen, floating-point-optellingen, floating-point-vermenigvuldigingen en load/store-bewerkingen. Deze uitvoeringseenheden gebruiken allemaal pipelining en kunnen onafhankelijk van elkaar werken. De aparte MC88200-chip voegt optioneel een level 1-cache en een paged MMU toe. Een MC88100-systeem gebruikte doorgaans twee van deze chips voor instructies en data. Bijkomende MC88200's konden toegevoegd worden om de grootte van de caches te vergroten.
Dit gepartitioneerde schema werd gekozen om systeemflexibiliteit te bieden: de hoeveelheid cache kon gewijzigd worden afhankelijk van de prijsklasse. In de praktijk vereisten deze extra chips echter meer ruimte op de printplaat en de bussen tussen de MC88200's en de MC88100 zorgden voor meer complexiteit en kosten.
De MC88100 bevatte 165.000 transistoren en de MC88200 750.000 transistoren. Beide werden door Motorola vervaardigd in het 1,5 μm CMOS-proces.
De MC88100 was uiteindelijk commercieel niet succesvol. Dit was te wijten aan een aantal redenen, waaronder het feit dat MC88200's in de meeste gevallen noodzakelijk waren, maar bovenal omdat Motorola de leverancier was van de zeer succesvolle 68000-familie. Bovendien was de MC88100 niet competitief geprijsd: afnemers moesten voor een CPU en twee MMU's in 1989 ruim US$ 1.700 (equivalent van US$ 4.180 in 2023) betalen. De processor vond wel toepassing in de markt van high-end embedded systemen, in Motorola's eigen computers en in grote Unix-computers van bedrijven zoals Data General en Unisys.